# Clinodiplosis rubida
Clinodiplosis rubida är en tvåvingeart som först beskrevs av Ephraim Porter Felt 1918.  Clinodiplosis rubida ingår i släktet Clinodiplosis och familjen gallmyggor. Inga underarter finns listade i Catalogue of Life.